# ضارعة (اسم)
ضارعة هو اسم علم مؤنث من أصل عربي، ومعناه هو اسم بلفظ الفعل رنا أدام النظر مع سكون الطرف أو من مصدره رنا رنًا وهو إدامة النظر إلى الشيء، ما يرنا اليه طويلًا لحسن هو الرنا.

## وصلات خارجية
- موسوعة السلطان قابوس لأسماء العرب نسخة محفوظة 5 أبريل 2019 على موقع واي باك مشين.